# Pierre Sonnerat

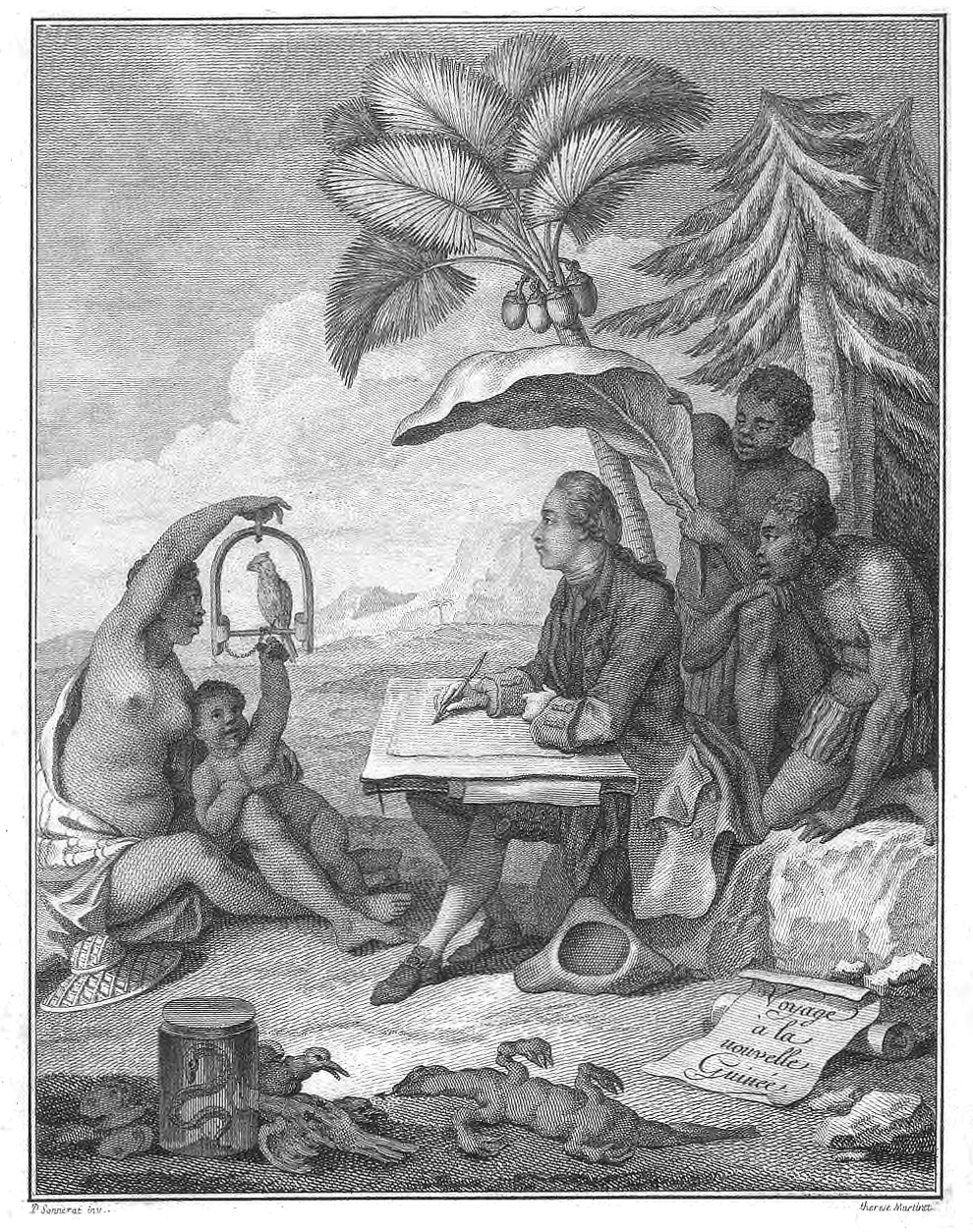
Pierre Sonnerat

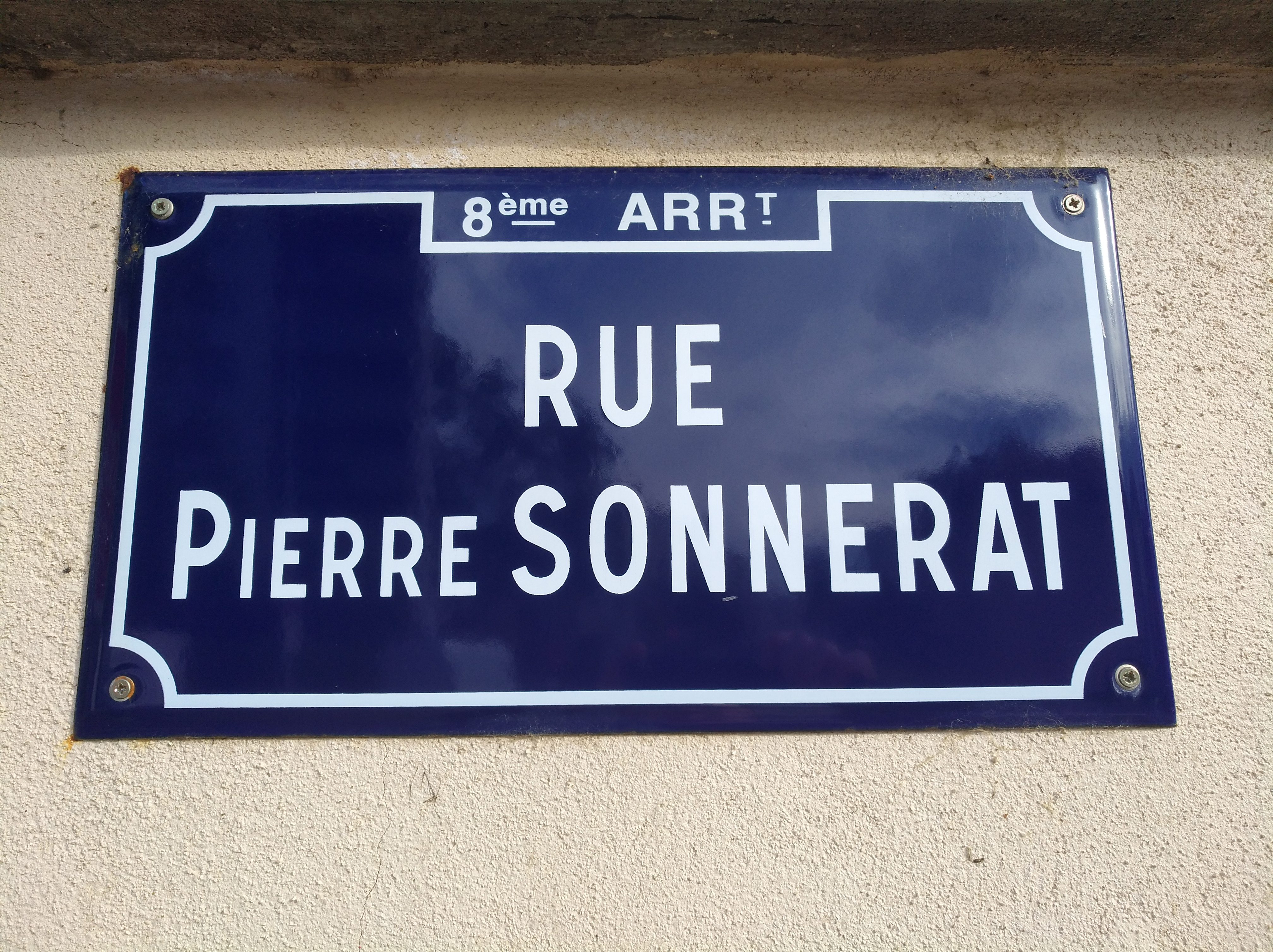
Rue Pierre Sonnerat

Pierre Sonnerat (* 18. August 1748 in Lyon; † 31. März 1814 in Paris) war ein französischer Naturwissenschaftler und Entdecker. Sein offizielles botanisches Autorenkürzel lautet „Sonn.“.

## Leben und Wirken
Sein Vater war Claude Sonnerat, der seit dem 29. Januar 1736 mit Benoîte Poivre (1714–1787) verheiratet war. Beide hatten noch vier weitere Kinder, Jeanne Sonnerat (1746–1809), Alexandre Sonnerat (* 1749), Benoîte Elisabeth Sonnerat (* 1751) und Pierrette Sonnerat (* 1753).
Sonnerat war ein Neffe des Botanikers Pierre Poivre.
Er machte mehrere Reisen: von 1769 bis 1772 nach Südostasien, wobei er die Philippinen und Molukken besuchte, und von 1774 bis 1781 nach Indien und China. Unter anderem war er der Erstbeschreiber des südchinesischen Litschibaums.
Neben Naturbeobachtungen gab Sonnerat wieder, was er über Geschichte, Gesellschaft und Mythologie der bereisten Länder erfuhr. Er beschrieb das indische Kastensystem, die Praxis der Witwenverbrennung und Opferrituale. Auf seine Erwähnung der Ravanastron, einer einfachen indischen Spießgeige, geht die Ansicht zurück, dass Streichinstrumente in Indien erfunden worden seien.

## Ehrungen
Seit 1774 war er korrespondierendes Mitglied der Académie des sciences.
Ihm zu Ehren wurden unter anderem das Sonnerathuhn (Gallus sonneratii), der Sonneratkuckuck (Cacomantis sonneratii) und die Gattung Sonneratia L.f. der Pflanzenfamilie der Weiderichgewächse (Lythraceae) benannt. Die Rue Pierre Sonnerat in Lyon wurde ebenfalls ihm zu Ehren benannt.

## Schriften (Auswahl)
- Voyage à la Nouvelle Guinée, dans lequel on trouve la description des lieux, des observations physiques & morales, & des détails relatifs à l’histoire naturelle dans le regne animal & le regne végétal. Chez Ruault, Paris 1776 (Digitalisat).
  - Johann Dietrich Philipp Christian Ebeling (Übersetzer). Piere Sonnerats Reise nach Neuguinea, Weygand, Leipzig 1777 (Digitalisat)
- Voyage aux Indes orientales et à la Chine, fait depuis 1774 jusqu'à 1781. Paris 1782 (Band 1, Band 2).